# Glyvrar
Glyvrar (dánul: Glibre) település Feröer Eysturoy nevű szigetén. Közigazgatásilag Runavík községhez tartozik.

## Földrajz
A Skálafjørður keleti partján 10 km hosszan húzódó településfüzér részét képezi.

## Történelem
Első írásos említése 1584-ből származik.
Temploma 1927-ben épült, de 1981-ben jelentősen felújították. A faluban található a Bygdasavnid Forni nevű helytörténeti gyűjtemény is. 1903 és 1928 között hajózási iskola működött itt, a végzett növendékek halászhajók kapitányaiként szolgálhattak.

## Népesség
| Év              | Lakosság |
| --------------- | -------- |
| 1986. január 1. | 409      |
| 1991. január 1. | 378      |
| 1996. január 1. | 323      |
| 2001. január 1. | 379      |
| 2006. január 1. | 425      |

## Gazdaság
A legnagyobb munkaadó a Bakkafrost halfeldolgozó üzem.

## Közlekedés
Glyvrar a Skálafjørður keleti partján futó észak-déli irányú út mentén fekszik. A települést érinti a 205-ös és a 440-es buszjárat, valamint innen indul a 442-es számú viszonylat Rituvík és Æðuvík felé.